# Berezyna (miasto)
Berezyna (biał. Беразіно, ros. Березино) – miasto na Białorusi w obwodzie mińskim, stolica rejonu berezyńskiego nad rzeką Berezyną; 12,0 tys. mieszkańców (2010).

## Historia Żydów w Berezynie
Pierwsze wzmianki o społeczności żydowskiej w Berezynie pochodzą z XVI wieku. W 1648 roku w trakcie napadu Kozaków pod wodzą Nebaby, miał miejsce pogrom Żydów. W 1702 roku liczba Żydów w mieście liczyła 208 osób. Działała gmina żydowska.
W 1847 roku liczba Żydów wynosiła 1289 osób. W 1880 roku zamieszkiwało miasto 2940 Żydów, a w 1897 roku 3377 na 4871 mieszkańców. Funkcjonowało siedem synagog.
W XIX wieku działała manufaktura sukienna, gorzelnia, młyn, doki rzeczne i fabryka lin (własność Starobintesa). Duży młyn parowy należał do Kapilewicza i Mazo. Żydzi handlowali drzewem i konopiami. Działała tu szkoła żydowska (kierownicy m.in. Abraham Ginsburg, Sochor Ginsburg) a od 1906 roku żeńska szkoła żydowska Hindy Ginsburg. Powstała biblioteka. Przed rewolucją październikową przewodniczącym rady miejskiej był Beniamin Mowsza Rubenczik. Najwybitniejsi kupcy nosili nazwiska Starobinec, Zeldovich, Parny i Peekus.
Już za czasów sowieckich, w 1925 roku powstała żydowska spółdzielnia rolnicza im. Miasnikowa. Wielu miejscowych Żydów pracowało w administracji i aparacie represji sowieckiej.
Berezynę wojska niemieckie zajęły w sierpniu 1941 roku. W tym samym miesiącu hitlerowcy zamordowali 250 mężczyzn i chłopców żydowskich. Niemcy dla reszty Żydów z Berezyny i okolicznych miejscowości utworzyli getto. 25 grudnia 1941 do Berezyny przybył 12 batalion policji i służb pomocniczych dowodzony przez Antanasa Impulevičiusa. Następnego dnia, 26 grudnia 1941 Niemcy z pomocą kolaborantów litewskich przystąpili do likwidacji getta. Nikomu nie okazywano litości – ani osobom starszym, ani dzieciom, ani kobietom w ciąży, ani chorym. Każdy, kto stawiał opór, został rozstrzelany na miejscu, zgodnie z rozkazem Impulevičiusa. Zamordowano około 940 Żydów.
Po zakończeniu wojny wielu Żydów którzy uciekli z Berezyny, lub walczyli w partyzantce powróciło do miasta. W latach 50 XX wieku w Berezynie mieszkało kilkuset Żydów.
W latach 1950–1990 społeczność żydowska stopniała do kilkunastu osób, część wyjechała do większych miast, a część wyemigrowała do Izraela i USA.
W 1999 roku zdewastowany został cmentarz żydowski, zniszczono 48 macew. 

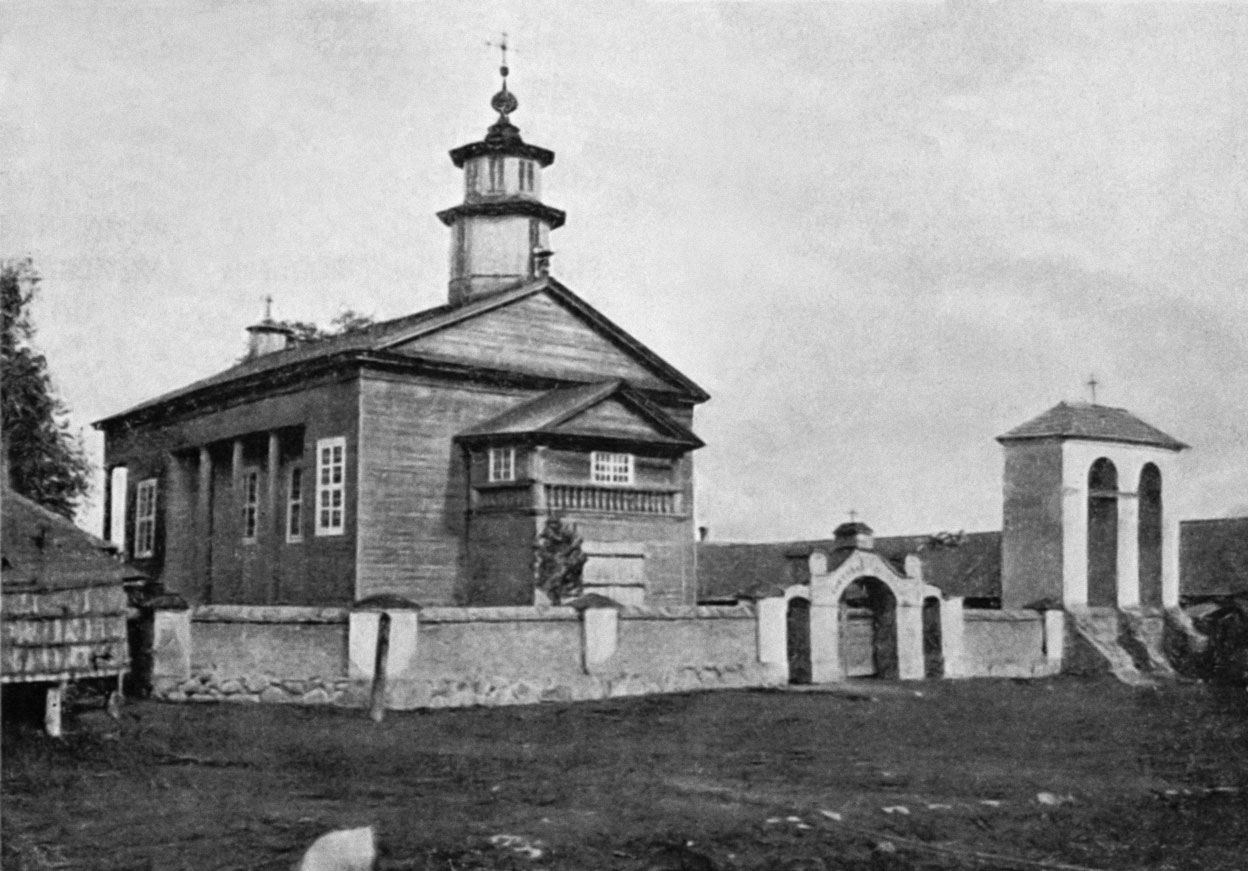
Kościół, pl. kościelny, 1914

## Dawne zabytki
- Przed 1850 rokiem Anna Potocka-Wąsowiczowa wybudowała tu dwupiętrowy, murowany pałac nad Berezyną z przeznaczeniem na jedną ze swoich letnich rezydencji. Przy pałacu był ogród.
- W 1803 roku wzniesiono tu drewniany kościół, również odnowiony przez Annę Potocką[4].
- synagoga w Berezynie

## Urodzeni w Berezynie
Stanisław Szostak (1898–1961) – major broni pancernych Wojska Polskiego